# Sven Lau
 (juin 2010).
Si vous disposez d'ouvrages ou d'articles de référence ou si vous connaissez des sites web de qualité traitant du thème abordé ici, merci de compléter l'article en donnant les références utiles à sa vérifiabilité et en les liant à la section « Notes et références ».
Sven Lau, né le 18 avril 1988[Où ?], est un skieur français spécialiste du télémark. Il est membre du ski-club de Méribel.

## Palmarès
- Meilleure performance sur une épreuve de Coupe du monde : 
  - 4e au classique de Bjorli (Norvège) le 1er février 2010
  - 1e au slalom géant de Granpallars/Espot (Espagne) le 14 mars 2010
  - 3 fois 2e aux sprints de Rjukan (Norvège), Steamboat Springs (États-Unis), et La Plagne/Monchavin-les-coches (France) les 5 février, 21 février et 17 mars 2010
- 9e du slalom géant au championnat du monde de télémark de Kreischberg-Murau (Autriche) le 21 janvier 2009
- Meilleure performance sur une épreuve de Coupe d’Europe : 
  - 2 fois 3e aux classiques de Valdezcaray (Espagne) les 21 et 22 février 2008
  - 2e au sprint de Monchavin-les-coches (France) le 10 janvier 2009
- Vainqueur du circuit coupe de France 2008, 2009 et 2010.